# Chaetocercus berlepschi
Colibri-de-esmeraldas ou estrelinha-de-esmeraldas (Chaetocercus berlepschi) é uma espécie de ave da família Trochilidae (beija-flores).
Apenas pode ser encontrada no Equador.
Os seus habitats naturais são: florestas subtropicais ou tropicais húmidas de baixa altitude.
Está ameaçada por perda de habitat.